# Max Berg
Max Paul Eduard Berg (17. dubna 1870, Štětín – 22. ledna 1947, Baden-Baden) byl německý architekt, urbanista a komunální politik (SPD), městský stavební poradce (městský architekt) ve Vratislavi v letech 1909–1924. Berg je znám především jako architekt Haly století a spoluautor radikální urbanistické koncepce města (1919–1920).

## Životopis

### Mládí a začátek kariéry
Max Berg byl synem gymnazijního učitele Nicolause Eduarda Heinricha Berga a jeho manželky Emilie Luise Theresis Berg, rozené Radeloff. Po absolvování štětínského gymnázia studoval v letech 1889–1893 na Královské technické univerzitě v Charlottenburgu, u novogotického odborníka Carla Schäfera. V letech 1893–1895 vykonával vojenskou službu ve svém rodném městě Štětín. V roce 1898 složil zkoušky na vládního stavitele; z této doby se dochovaly návrhy novogotického evangelického kostela (1895) a tramvajové zastávky na Nollendorfplatz v Schönebergu, které Berg předložil v říjnu 1898 do měsíční soutěže. Je znám především díky Stavbě století ve Vratislavi, která byla zařazena na seznam UNESCO. V roce 1899 pracoval ve Štětíně na městské stavební správě a poté jako stavební inspektor ve Frankfurtu nad Mohanem. Seznámil se s myšlenkami Camilla Sitteho a v roce 1908 podnikl studijní cestu do Anglie.

### Městský stavební poradce ve Vratislavi

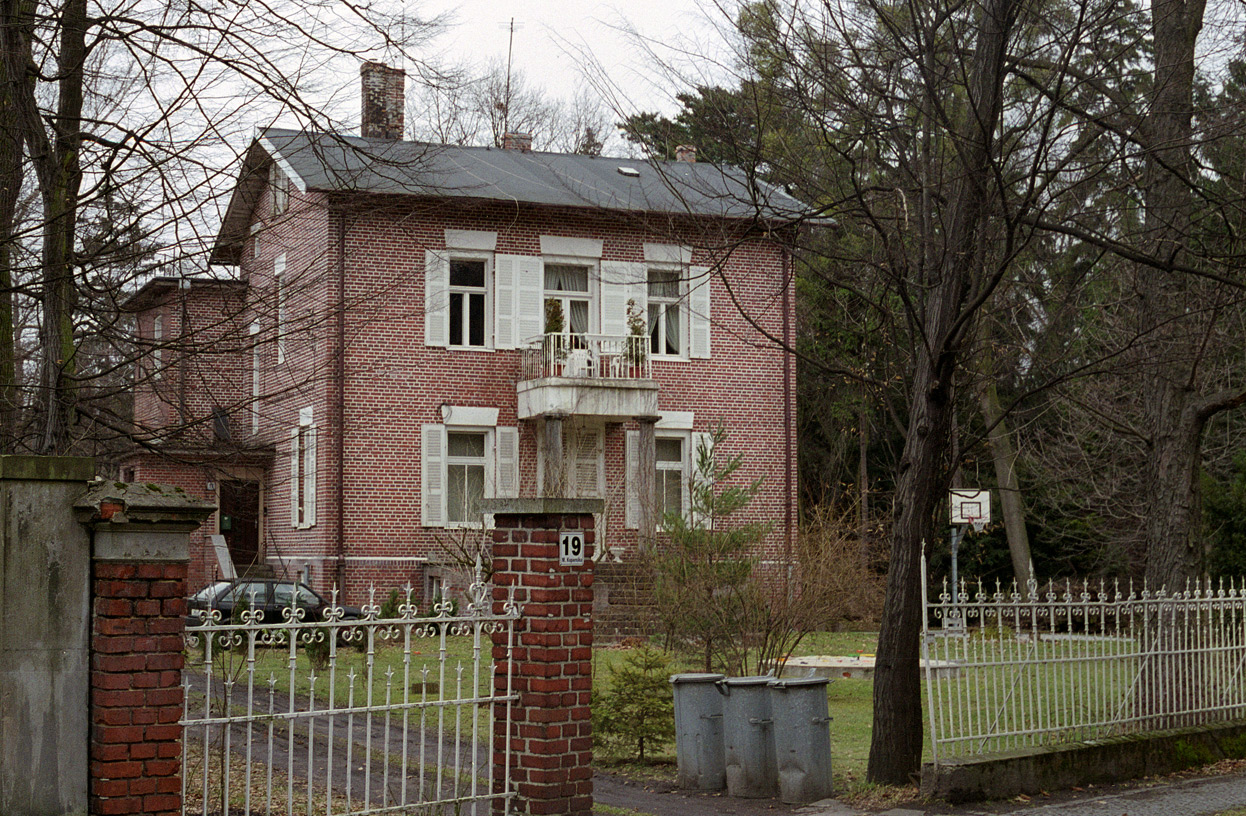
Vlastní dům ve Vratislavi

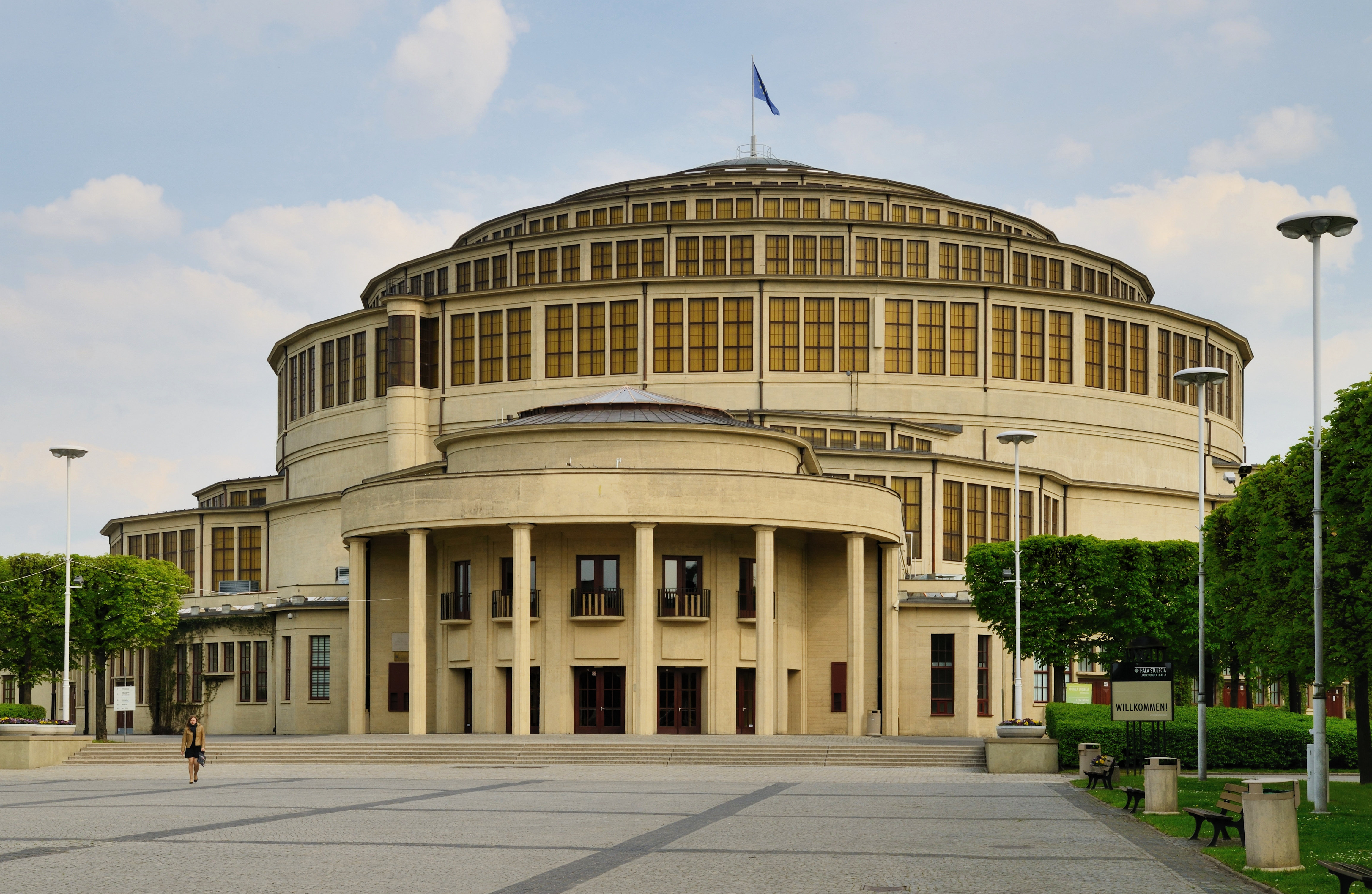
Hala století ve Vratislavi

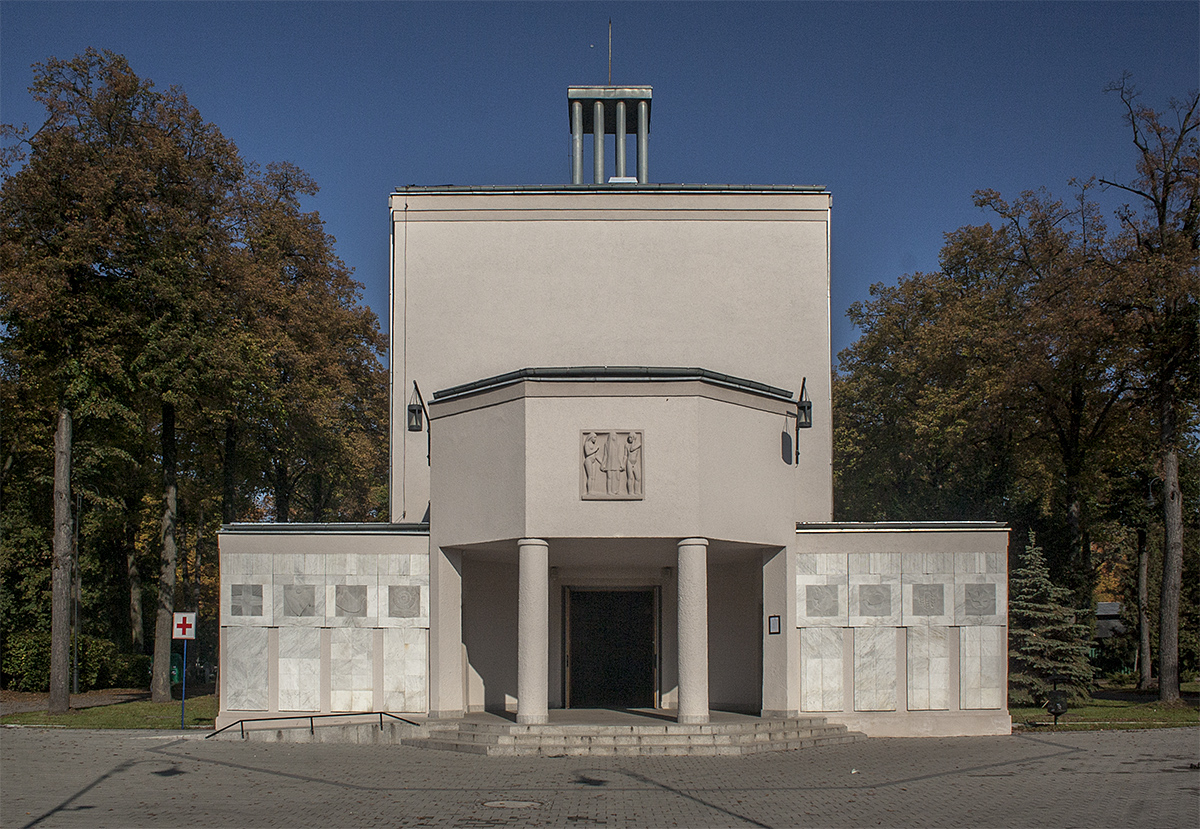
Kaple na hřbitově Osobowice ve Vratislavi

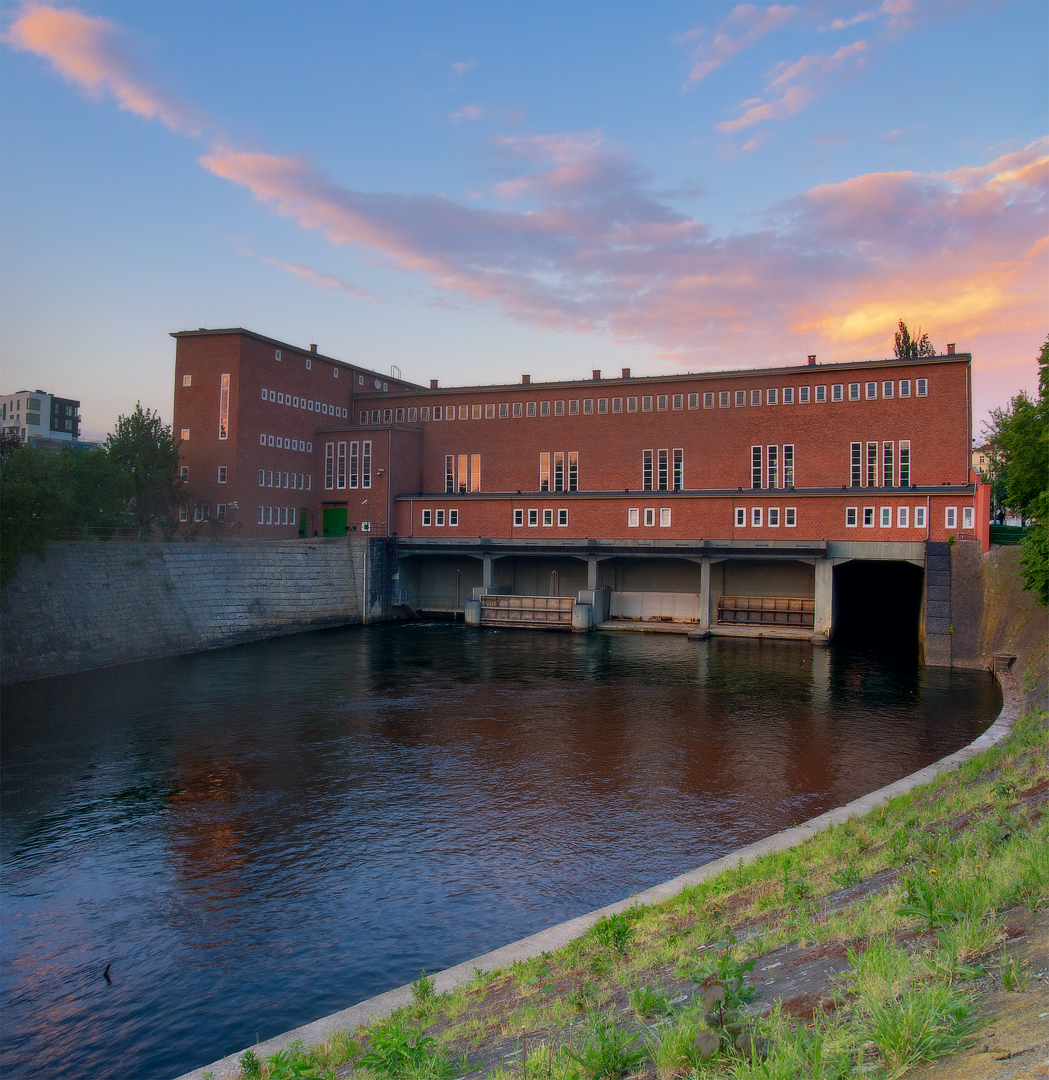
Vodní elektrárna ve Vratislavi

Dne 17. prosince 1908 byl vratislavským městským zastupitelstvem zvolen Max Berg nástupcem Richarda Plüddemanna v kanceláři městského stavebního rádce, který měl původně působit dvanáct let. Do úřadu nastoupil 1. dubna 1909. V té době (1909–1910) se také zúčastnil urbanistické soutěže na přestavbu Berlína. Ve Vratislavi bydlel ve vile na dnešní ul. Kopernika 19, na panství Dąbie ve Vratislavi, a bydlel zde až do roku 1923, tedy téměř do konce svého pobytu ve Vratislavi. Tato budova byla postavena v roce 1876 pro Dr. Paula Liona podle návrhu Maxe Jitschina. Max Berg dům koupil v roce 1910 a přestavěl ho v anglickém stylu. Vila se dochovala do současnosti: 24. ledna 2014 na ní odhalil starosta Vratislavi pamětní desku, která byla z iniciativy obyvatel vyvěšena na plotě u domu. Krátce po první světové válce Sociálně demokratická strana Německa navrhla Berga jako kandidáta ve volbách do Reichstagu, ten však mandát nezískal. V rámci diskuse o mrakodrapech, která tehdy probíhala v Německu, předložil radní 7. ledna 1920 městské radě návrh kancelářské věže pro obecní správu na místě bývalé plynárny na Lessingsplatz (dnes náměstí Powstańców Warszawy). V červenci téhož roku zveřejnil tento a další tři projekty. Zároveň své projekty konzultoval s vládou Slezské gubernie (dopis z 12. července 1920) a požádal pruské ústřední orgány o vytvoření urbanistických předpisů upravujících výstavbu mrakodrapů. Nakonec však v listopadu téhož roku bylo přijato nařízení, že povolení budou vydávána odchylně od stávajících předpisů (německy: Befreiungsbescheid für Abweichung im Einzelfall). Negativní byla i odpověď zemské vlády, protože se věřilo, že mrakodrapy pokazí siluetu Vratislavi. Berga se zastaly různé umělecké organizace (včetně Deutscher Werkbund) i Gerhart Hauptmann, s nímž se architekt přátelil od roku 1913. Bergovy projekty nebyly realizovány, protože – mimo jiné – byly v té době z finančních důvodů zcela nereálné. V roce 1921 byl Berg pověřen úřadem městského stavebního rádce na dalších 12 let. V té době se podílel na organizaci urbanistické soutěže na rozvoj města. Zasedl také v porotě soutěže (i společně s Brunem Möhringem). Protože finální vybrané projekty odporovaly Bergovým názorům, nepodpořil zprávu napsanou porotci, která byla v tisku považována za skandální a kritizovaná radními, především sociálními demokraty – Bergovými stranickými kolegy. V důsledku konfliktu s městskou radou architekt rezignoval na členství v SPD a 30. ledna 1925 souhlasil s odchodem z úřadu konšela; jako neodvolatelný úředník však do roku 1933 dostával výplatu v plné výši. Pak odešel do důchodu.

### Konec života
Po odchodu ze svého postu se věnoval především žurnalistice a také křesťanské mystice a teosofii. Navzdory odchodu z úřadu si Berg udržel autoritu a v roce 1929 byl jedním z porotců v soutěži na městskou spořitelnu na Rynku; v roce 1930 byla uspořádána jeho první monografická výstava jeho prací. Po odchodu z Vratislavi se Berg usadil v Berlíně a během druhé světové války se přestěhoval do Baden-Badenu. Na konci války společně s Martinem Mächlerem vyzval Martina Bormanna, aby zachránil památky Říma. Berg byl ženatý s Edelgarde, rozenou Gerlach, a měl syna Michaela (narozen v roce 1922 ve Szklarské Porębě).

## Tvorba
Max Berg byl fascinován gotikou, pod vlivem expresionismu se však vyhnul extrémním kontrastům hmot a vytvářel opticky lehké budovy. Bergova pozdní díla jsou příklady klasické moderny.
Jako urbanista navrhoval jasné a pro modernistické ideje typické zónování funkcí v městském prostoru, později zahrnuté do Athénské charty. Na jedné straně obdivoval velká americká města s jejich mrakodrapy a na druhé straně odsuzoval jejich chaotický a ekonomický rozvoj diktovaný v USA pouze spekulacemi. Jako kompromis mezi horizontálním evropským městem a vertikálním americkým městem navrhl na příkladu Vratislavi výstavbu mrakodrapů v klíčových bodech města a promyšlené akcenty rozmístěné v jeho prostoru. Navrhoval mrakodrapy v blízkosti velkých náměstí, u vody nebo v blízkosti průmyslových areálů, aby nezastínily obytné budovy. V přestěhování administrativy do výškových budov spatřoval příležitost k uvolnění bytů.

### Vybrané projekty ve Frankfurtu nad Mohanem
- 1901–1902 – Bonifatiusschule na Moltkeallee 43 (nyní Hamburger Allee) ve Frankfurtu-Bockenheim, zachována se změnami
- 1902–1906 – Mühlbergschule na Lettigkautweg 8 ve Frankfurtu-Sachsenhausen, zachována

### Vybrané projekty ve Vratislavi
- 1910–1911 – vlastní dům architekta v ulici Mikołaj Kopernik (rekonstrukce starší vily)
- 1911 – městská dětská nemocnice ul. Hoene-Wroński
- 1911–1913 – raně modernistická Hala století (1945–2006 Hala Ludowa, nyní Hala Stulecia) ve Vratislavi – první železobetonová stavba tohoto rozsahu (ve spolupráci s inženýrem Güntherem Trauerem a profesorem Heinrichem Müllerem)
- 1912 – lázeňský dům na ul. Maria Skłodowskiej-Curie (v současné době pizzerie v přízemí, v horních patrech kanceláře)

fasáda budovy SOŠ č. IV ul. S. Świstacki
- 1920–1921 – kaple na hřbitově Osobowice
- 1924–1925 – výstavní síně a výstavní síně vč. velký sál na ul. Expozice na obdélníkovém půdorysu se střechou nesenou dřevěnými parabolickými vazníky, zničená za 2. světové války

vodní elektrárny na řece Odra u jižního a severopomořského mostu: Elektrownia Wodna Wrocław I a Elektrownia Wodna Wrocław II

### Nerealizované projekty
- 1910 – soutěžní projekt Velkého Berlína
- 1914–1916 – projekt krematoria na hřbitově Grabiszyński ve Vratislavi (Wrocław) (s Oskarem Kokoschkou)
- 1919–1920 – koncepce asanace centra města Vratislav (s Richardem Konwiarzem a Ludwigem Moshamerem)

Projekty mrakodrapů ve Vratislavi: v centrálním bloku (vedle radnice, v místě Nové radnice, ulice Sukiennice a sousední) na současné náměstí Povstalců Varšavy, v místě úřadu vojvodství, na ul. Tęczowa na křižovatce s Prosta, na ul. Podwale / nám. Svobody
- 1928 – projekt přestavby centra Zábřehu (Zabrzeg), nakonec jako nového centra Tripolisu v Horním Slezsku